# Menneskevennen Pavlov
Menneskevennen Pavlov (russisk: Академик Иван Павлов) er en sovjetisk film fra 1949 instrueret af Grigorij Rosjal.
Filmen portrætterer den russiske videnskabsmand Ivan Pavlov (1849–1936), kendt for sine eksperimenter med hundes betingede refleks. Filmen blev produceret i stalinæraen på trods af, var modstander af sovjetregimet.

## Medvirkende
- Aleksandr Borisov som Ivan Pavlov
- Nina Alisova som Varvara Antonovna Ivanova
- Nikolaj Plotnikov som Nikodin Vasiljevitj
- Marjana Safonova som Sarafina Pavlova
- Fjodor Nikitin som Gleb Mikhajlovitj Zvantsev